# رأی‌گیری تأییدی

نمونهٔ برگهٔ رأی تأییدی: رأی‌دهنده مختار است به هر تعداد دلخواه از نامزدان، رأی موافق بدهد.

رأی‌گیری تأییدی نوعی نظام انتخاباتی اکثریتی است که رأی‌دهندگان می‌توانند به هر تعداد دلخواه از نامزدان رأی موافق بدهند. در نهایت هر نامزد که رأی‌های موافق بیشتری کسب کرد، پیروز انتخابات است.
این روش را چند تحلیلگر در دههٔ ۱۹۷۰ ابداع کردند که نامدارترینشان استیون برامز، دانشمند علوم سیاسی، بود.

## تاریخچه
اولین بار در سال ۱۹۷۱ رابرت جی. وبر از دانشگاه ییل در رسالهٔ دکترایش رأی‌گیری تأییدی را علناً پیشنهاد کرد. از آن زمان تاکنون استیون برامز، دانشمند علوم سیاسی در دانشگاه نیویورک، و پیتر فیشبرن، پژوهشگر سابق آزمایشگاه‌های بل، پژوهش‌های گسترده‌ای در این باره کرده و سعی نموده‌اند دیگران را به استفاده از این روش ترغیب کنند.

## شرح روش
در این روش رأی‌دهنده مجاز است که در یک انتخابات چندنامزدی به هر تعداد دلخواه از نامزدان رأی موافق بدهد یا به اصطلاح تأییدشان کند. بنابراین در یک انتخابات با حضور ۵ نامزد، رأی‌دهنده مقید به انتخاب تنها یک نامزد نیست بلکه مخیر است به دو نامزد یا حتی تعداد بیشتری از نامزدان رأی موافق بدهد. با این وجود هر رأی‌دهنده تنها می‌تواند یک رأی به هر نامزد تأییدشده بدهد، بدین معنی که یک رأی‌دهنده نمی‌تواند مثلاً سه بار نام یک نامزد معین را روی برگهٔ رأی بنویسد و انتظار داشته باشد، سه بار رأی موافقش شمرده شود. برخلاف نظام‌های انتخاباتی ترجیحی، رأی‌دهنده نامزدان مورد حمایتش را رتبه‌بندی نمی‌کند و همهٔ نامزدهای تأییدشده در یک سطح از ترجیح قرار می‌گیرند. در نهایت تعداد آرای موافق شمرده می‌شود و نامزدی که بیشترین رأی موافق را کسب کرده باشد، برندهٔ انتخابات است.
به عنوان مثال فرض کنید سه نامزد و پنج رأی‌دهنده موجودند. نتیجهٔ انتخابات به شکل زیر رقم خورده‌است:
| رأی‌دهنده   | نامزدان تأییدشده |
| ---------- | ---------------- |
| رأی‌دهندهٔ ۱ | الف، ج           |
| رأی‌دهندهٔ ۲ | الف، ب، ج        |
| رأی‌دهندهٔ ۳ | الف              |
| رأی‌دهندهٔ ۴ | ب، ج             |
| رأی‌دهندهٔ ۵ | ج                |

جلو نام هر رأی‌دهنده، نامزدان مورد تأیید او نوشته شده‌اند. توجه شود که ترتیب نامزدان تأییدشده دلبخواهی (در اینجا به ترتیب حروف الفبا) است و نمایانگر ترجیحات رأی‌دهندگان نمی‌باشد.
در این مثال سه رأی‌دهنده نامزد الف را تأیید کرده‌اند، دو رأی‌دهنده نامزد ب را، و چهار رأی‌دهنده نامزد ج را. بنابراین نامزد ج برندهٔ انتخابات است.

## مزایا
به عقیدهٔ برامز از مزایای این روش آن است که از انتخاب برنده، صرفاً به این دلیل که انتخاب اول اکثریت بوده‌است جلوگیری می‌کند. به عقیدهٔ او فرد اصلح کسی نیست که صرفاً انتخاب اول اکثریت بوده بلکه کسی است که بیشترین موافقت‌ها و حمایت‌ها را کسب کرده‌است؛ کسی که اکثریت رأی‌دهندگان به انتخاب او راضی‌اند و این شیوه بستری مناسب برای انتخاب این شخص را فراهم می‌آورد.
از دیگر مزایای این روش آن است که طرفداران نامزدان مستقل یا احزاب کوچک، دیگر نگران تلف شدن رأیشان یا کمک ناخواسته به انتخاب نامزد رقیب نیستند. اگر رأی‌دهنده همزمان به نامزدان حزبی کوچک و حزبی بزرگ رأی دهد، گرچه ممکن است نامزد حزب کوچک شانس پیروزی نداشته باشد، رأی‌دهنده با رأی دادن به نامزد حزب بزرگ مشارکتی مفید در انتخابات داشته و به انتخاب شخص مورد علاقه‌اش کمک کرده‌است.
ممکن است رأی‌گیری تأییدی به افزایش گزینه‌ها روی برگه‌های رأی بینجامد و رأی‌دهندگان بیشتری را به مشارکت ترغیب کند. موافقان این روش استدلال می‌کنند که این شیوهٔ رأی‌گیری به کاهش کمپین‌های تخریبی خواهد انجامید. کمپین‌های تخریبی در نظام‌های اکثریتی کاراترند چون تنها انتخاب اول مهم است. اگر نامزدی انتخاب اول رأی‌دهنده‌ای نباشد، دیگر مهم نیست که در فهرست ترجیحات آن رأی‌دهنده جایگاه دوم را دارد یا آخر را. پس اگر اقدامات تخریبی، نامزدی را از چشم رأی‌دهنده‌ای بیشتر بیندازد و منفورترش سازد، دیگر موضوع حائز اهمیتی نیست. اما در رأی‌گیری تأییدی نامزدان سعی می‌کنند وجههٔ بهتری از خود نشان دهند تا شاید به عنوان انتخاب دوم، سوم، یا . . . رأی‌دهنده رأی موافق بگیرند.
از آنجایی که روش رأی‌گیری تأییدی از جمله روش‌های مبتنی بر اکثریت است، بسیاری از مزایای آن روش‌ها را نیز داراست.

## معایب
رأی‌گیری تأییدی فرض را بر این می‌گذارد که رأی‌دهنده از همهٔ نامزدانی که با آن‌ها موافقت کرده، به یک اندازه حمایت می‌کند اما در واقعیت رأی‌دهندگان یک نامزد را بیشتر از بقیه مرجح می‌دارند حتی اگر با تعداد کثیری از نامزدان موافق باشند. عیب بزرگ دیگر آن است که موافقت با چندین نامزد، شانس انتخاب شدن نامزد مورد علاقهٔ رأی‌دهنده را کاهش می‌دهد. مثلاً در یک انتخابات که سه نامزد حضور و رقابت تنگانگی با یکدیگر دارند، اگر رأی‌دهنده به دو نامزد رأی دهد ممکن است به انتخاب دومش کمک کرده باشد که انتخاب اولش را شکست دهد. با علم بر این نقیصه، بسیاری از رأی‌دهندگان تنها به انتخاب اولشان رأی موافق خواهند داد بالاخص اگر نامزدان از طرفدارانشان چنین خواسته باشند. گسترش چنین رویه‌ای باعث می‌شود رأی‌گیری تأییدی به یک رأی‌گیری سادهٔ مبتنی به اکثریت نزدیک‌تر و نزدیک‌تر شود و تمامی مزایای منحصر به فردش را از دست بدهد. در صورت بروز چنین سناریویی، رأی‌گیری توافقی تضمین نمی‌دهد که برنده حائز اکثریت آرا باشد، حال آنکه در شیوه‌های دو دور حذفی و حذفی سریع چنین تضمینی هست.
برخی از منتقدان رأی‌گیری تأییدی بر این باورند که این روش به سود نامزدان خنده‌رو، نه-چپ-نه-راست، آرام، و نجیب تمام خواهد شد که به احتمال زیاد مورد موافقت طیف وسیعی از رأی‌دهندگان قرار خواهند گرفت. این نامزدان بی‌آزار، با خودداری از اظهار موضع در مباحث پرمناقشه، ریسک از دست دادن حمایت رأی‌دهندگان را کاهش و احتمال کسب موافقت رأی‌دهندگان را افزایش می‌دهند.
از آنجایی که روش رأی‌گیری تأییدی از جمله روش‌های مبتنی بر اکثریت است، بسیاری از معایب آن روش‌ها را نیز داراست.

## استفاده‌کنندگان
چندین انجمن‌های حرفه‌ای و تخصصی، از جمله انجمن ریاضی آمریکا و مجمع ریاضی آمریکا (Mathematical Association of America) و آکادمی ملی علوم، از رأی‌گیری تأییدی برای برخی انتخابات‌هایشان استفاده می‌کنند. از سال ۱۹۹۶ رأی‌گیری تأییدی برای انتخاب دبیرکل سازمان ملل متحد به کار می‌رود. این روش در انتخابات مقامات دولتی در پنسیلوانیا، اورگان، اروپای شرقی و شوروی نیز به کار رفته است.